# Heeresgruppe Don
Il Gruppo d'armate Don (tedesco: Heeresgruppe Don) fu un gruppo di armate della Wehrmacht costituito durante la Seconda guerra mondiale il 27 novembre 1942 nel settore meridionale del fronte orientale per cercare di fermare l'offensiva sovietica in corso dal 19 novembre e soccorrere le truppe della 6ª Armata accerchiate nella sacca di Stalingrado dal 23 novembre.

## Comandanti
- 22 novembre 1942 - febbraio 1943, Generalfeldmarschall Erich von Manstein